# Jean M. Auel
Jean Marie Auel, ameriška pisateljica, * 18. februar 1936, Chicago, Illinois, ZDA. 
Njeno najbolj znano delo je serija Otroci zemlje, ki govori o življenju ljudi (neandertalcev in kromanjoncev) v kameni dobi. Do leta 2010 je prodala skupno 45 milijonov knjig.